# Agrilus pugionifer
Agrilus pugionifer es una especie de insecto del género Agrilus, familia Buprestidae, orden Coleoptera.
Fue descrita científicamente por Schaufuss, 1877.